# Eric Harrison (político)
Sir Eric John Harrison, KCMG KCVO (7 de setembro de 1892 - 26 de setembro de 1974) foi um político e diplomata australiano. Ele foi o vice-líder inaugural do Partido Liberal da Austrália de 1945 a 1956 e um ministro do governo sob quatro primeiros-ministros. Mais tarde, ele foi o alto comissário do Reino Unido de 1956 a 1964.